# An Jeong-hwan
An Jeong-hwan (ur. 28 stycznia 1984) – koreański judoka, brązowy medalista mistrzostw świata, srebrny medalista Mistrzostw Azji.
Dotychczas na Mistrzostwach Świata zdobył jeden medal – brązowy w Rotterdamie, zaś na Mistrzostwach Azji również jeden – srebrny w 2009.